# George Fife Angas

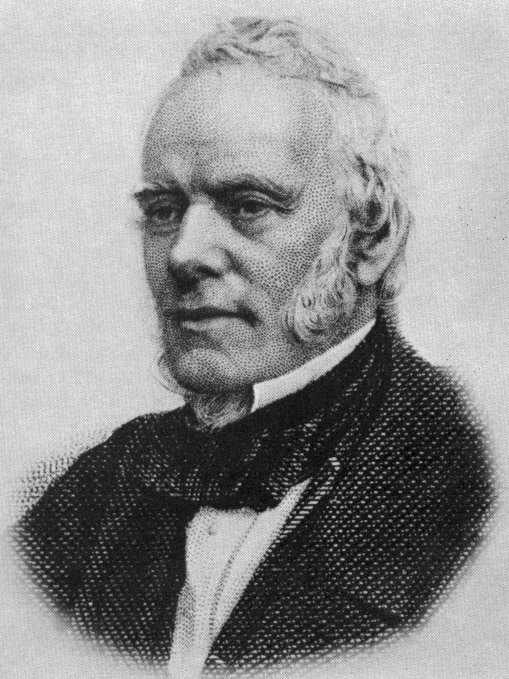
George Fife Angas

George Fife Angas (* 1. Mai 1789 in Newcastle upon Tyne, Großbritannien; † 15. Mai 1879 in Angaston, South Australia, Australien) war ein Geschäftsmann, Parlamentarier, Philanthrop und wird auch als einer der Gründer von South Australia bezeichnet.

## Frühes Leben
George Angas war der siebte Sohn von Caleb Angas, einem Stellmacher, und Sarah Angas, geborene Lindsay Caleb. George Angas wuchs in einer religiösen Familie auf, die sein Leben stark bestimmte. Nach dem Tod seiner Mutter besuchte er eine Internatsschule und wurde mit 15 Jahren Lehrling bei seinem Vater. Später ging er nach London und kam 1809 wieder nach Newcastle in den Betrieb seines Vaters zurück, wo er sich erfolgreich geschäftlichen wie auch sozialen Belangen widmete.
Er heiratete im April 1812 Rosetta French (1793–1867), mit der er drei Söhne und Töchter hatte.

## Beruflicher Aufstieg
Angas arbeitete nach seinem Aufenthalt in London 20 Jahre lang im Unternehmen seines Vaters. 
Anschließend engagierte er sich beim Aufbau der britischen Kolonie South Australia und war an der South Australian Company beteiligt, die im Auftrag der britischen Krone Land verkaufen sollte. Der Erfolg der Kolonialisierung South Australias hing von der Arbeit von Institutionen ab, wie dem Colonial Office, dem Board of Commissioners und der South Australian Company; allerdings gab es unterschiedliche Auffassungen zwischen Bord und der Company über den Verkaufspreis von Land. Daraufhin wurde 1837 auf Betreiben von Angas die South Australian Banking Company gegründet, die diese Aufgabe wahrnehmen sollte. Im Auftrag der Bank of England schulte er das Personal, verfasste Informationen, hielt Kontakt zur Presse und war an der Gründung der Union Bank of Australia in 1836, wie auch an der Provincial National Bank in 1833 und South Australian Banking Co in 1840 beteiligt. Ferner engagierte er sich auch bei der Kolonisierung von Neuseeland.
1836 traf sich Angas mit dem Pastor August Kavel des Orts Klemzig in der damaligen preußischen Provinz Brandenburg und besprach mit ihm die Immigration von Bürgern, die Anhänger der Altlutherischen Glaubens waren und deshalb Repressalien des preußischen Königs Friedrich Wilhelm III. ausgesetzt waren, der die lutherische und die reformierte Kirche zur Kirche der Altpreußischen Union vereinen wollte. Menschen im Gebiet von Klemzig wollten weiterhin in der Altlutherischen Kirche verbleiben. 1838 charterte Angas für die Auswanderer vier Schiffe, die Prince George, Bengalee, Zebra und Catharina. Die Auswanderer der vier Schiffe gründeten in ihrer neuen Heimat drei Orte: die Passagiere der Bengalee und der Prince George den Ort Klemzig, die Passagiere der Zebra den Ort Hahndorf und die der Catharina den Ort Glen Osmond.
Dieses Schiffsengagement kostete Angas £ 8.000, denn staatliche Stellen wollten die Transportkosten nicht übernehmen und die Rezession in den 1840er Jahren bereitete ihm finanzielle Probleme. Deshalb musste er seine Anteile an der Union Bank und andere Unternehmen verkaufen. Auch die Kolonie war in wirtschaftlichen Schwierigkeiten und das Colonial Office setzte den ersten Gouverneur von South Australia George Gawler ab, weil die Zahlungsunfähigkeit der Kolonie drohte. Auch 1842 engagierte sich Angas intensiv für South Australia und schrieb Facts Illustrative of South Australia, eine Information, die damals weit verbreitet war. Angas wollte seine finanziellen Probleme durch Verkauf von Land im Norden Englands lösen, doch dies gelang ihm bis 1850 nicht, allerdings waren die deutschen Siedler in der Lage, einen Teil der geliehenen Gelder an ihn zurückzuzahlen. Es gibt auch Auffassungen, dass er durch seine Unterstützung der deutschen Aussiedler in finanzielle Probleme geriet. Durch die lang anhaltende Belastung wurde er krank und beschloss 1851, nach Australien auszuwandern.

## Spätes Leben

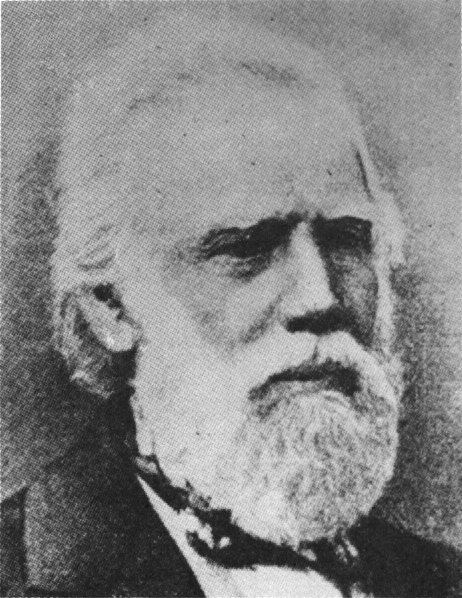
George Fife Angas in seinen späten Jahren

Angas wurde im Wahldistrikt Barossa Valley in den 1850er Jahren ins Parlament von South Australia gewählt, handelte mit Merinoschafen und Vieh, ferner beschäftigte er Immigranten auf seinem Landeigentum in Australien. Er arbeitete bis 1867 im Parlament und setzte sich dafür ein, dass das Northern Territory gegründet wurde, entgegen der herrschenden Politik in South Australia und widmete sich dem Aufbau von Schulen, Kirchen und Gemeinschaftseinrichtungen. 1869 brachte er die Geschichte der Newcastle-on-Tyne Sunday School Union heraus, kümmerte sich um seinen Landbesitz in Angaston und starb 1879 im Alter von 90 Jahren.

## Ehrungen
In Adelaide befindet sich in der Angas Gardens, einer Gartenanlage, ein großes steinernes Ehrenmal mit einer Bronzeplakette von Angas. Der kleine australische Ort Angaston und die Angas Street in der Innenstadt von Adelaide sind nach ihm benannt.